# Себастьєн Вютріх
Себастьєн Вютріх (нім. Sébastien Wüthrich, нар. 29 травня 1990, Невшатель) — швейцарський футболіст, півзахисник.

## Клубна кар'єра
Вихованець «Ксамакса», з яким 2007 року підписав професійний контракт, після чого провів у команді чотири з половиною сезони, взявши участь у 103 матчах чемпіонату. Більшість часу, проведеного у складі «Ксамакса», був основним гравцем команди.
З початку 2012 року грав за «Сьйон», крім того, у 2013—2014 роках здавався в оренду в «Санкт-Галлен».
2 лютого 2015 року підписав контракт на три з половиною роки з французьким «Монпельє», проте за півтора року відіграв у Лізі 1 лише 2 матчі, так і не закріпившись у новій команді.
До складу клубу «Аарау» приєднався влітку 2016 року. За сезон Вютріх встиг відіграти за команду з Аарау 27 матчів у національному чемпіонаті, після чого у червні 2017 року перейшов у «Серветт», де провів наступні три сезони. Влітку 2020 року його контракт з женевським клубом не було продовжено. 
5 жовтня 2020 року він підписав контракт з румунською  «Астрою». За клуб з Джурджу він зіграв 24 рази у другому дивізіоні Румунії, а потім у липні 2021 року підписав контракт з«Ратчабурі», що грав у вищій лізі Таїланду. Тут Вютріх зіграв 13 матчів до кінця року, після чого завершив ігрову кар'єру.

## Виступи за збірні
2007 року дебютував у складі юнацької збірної Швейцарії до 18 років, а наступного року став грати за команду U-19, разом з якою був учасником юнацького (U-19) чемпіонату Європи 2009 року. Всього взяв участь у 16 іграх на юнацькому рівні, відзначившись 4 забитими голами.
З 2009 року залучався до складу молодіжної збірної Швейцарії. На молодіжному рівні зіграв у 10 офіційних матчах, забив 1 гол.